# Antonio Marchesano (football)
Pour l’article homonyme, voir Antonio Marchesano.
Antonio Marchesano, né le 18 janvier 1991 à Bellinzone en Suisse, est un footballeur suisse évoluant au poste de milieu de terrain au Yverdon-Sport. 

## Biographie

### En club
Marchesano joue en faveur du GC Biaschesi, du FC Locarno, de l'AC Bellinzone, du FC Winterthour et du FC Biel-Bienne.

#### FC Zurich (2016-2025)
En septembre 2015, il signe un contrat jusqu'en juin 2020 avec le FC Zurich. Avec le FC Zurich, il joue deux matchs en Ligue Europa lors de la saison 2016-2017. Le 27 mai 2018, Marchesano est titulaire lors de la finale de la Coupe de Suisse 2018. Il marque un but qui aide son équipe à gagner cette finale (2-1). Le 8 mars 2022, il prolonge son contrat avec le FC Zurich jusqu'en 2024. Fin janvier 2025, il quitte le FC Zurich après huit ans et demi au sein du club, il est annoncé aussi qu'il évoluera dans un autre club de Super League,.

#### Yverdon Sport (depuis 2025)
En janvier 2025, il a signé une entente avec le Yverdon-Sport portant jusqu'en juin 2026,.

## Palmarès
- Champion de Suisse de D2 en 2017 avec le FC Zurich
- Vice-champion de Suisse de D2 en 2013 avec l'AC Bellinzone
- Vainqueur de la Coupe de Suisse en 2018 avec le FC Zurich
- Champion de Suisse en 2022 avec le FC Zurich

## Vie personnelle
Marchesano est d'origine italienne.